# Linus Gechter
Linus Gechter, né le 27 février 2004 à Berlin en Allemagne, est un footballeur allemand qui évolue au poste de défenseur central au Hertha BSC.

## Biographie

### En club
Né à Berlin en Allemagne, Linus Gechter est formé par l'un des clubs de la capitale allemande, le Hertha Berlin. Il joue son premier match en professionnel lors d'une rencontre de Bundesliga le 12 septembre 2021, face au VfL Bochum. Il entre en jeu et son équipe l'emporte par trois buts à un. Avec cette apparition il devient, à l'âge de 17 ans et 197 jours, le deuxième plus jeune joueur du Hertha à jouer un match de Bundesliga après Lennart Hartmann (en). Il dépasse ainsi Luca Netz, qui détenait jusqu'ici ce record.
Le 12 février 2022, Linus Gechter inscrit son premier but en professionnel lors d'une rencontre de championnat face à Greuther Fürth. Titulaire, il marque de la tête sur un service de Vladimir Darida, mais son équipe s'incline tout de même par deux buts à un. Le 17 mars 2022, Gechter prolonge son contrat avec le Hertha jusqu'en juin 2025. Lors de cette saison 2021-2022, il est l'une des satisfactions du Hertha, alors que l'équipe se bat pour se maintenir en première division.
En janvier 2023, Linus Gechter rejoint l'Eintracht Brunswick sous la forme d'un prêt jusqu'à la fin de la saison. Le transfert est annoncé dès le 7 décembre 2022.

### En équipe nationale
Linus Gechter représente l'équipe d'Allemagne des moins de 18 ans en 2021, pour un total de trois matchs joués, et un but contre le Danemark le 12 novembre 2021 (3-3 score final). Il officie notamment comme capitaine avec cette sélection.
Linus Gechter joue son premier match avec l'équipe d'Allemagne espoirs le 8 septembre 2023, lors d'un match amical contre l'Ukraine. Il est titularisé et son équipe s'impose par deux buts à zéro.

## Statistiques
| Saison                | Club                       | Championnat           | Championnat | Championnat | Championnat | Coupe(s) nationale(s) | Coupe(s) nationale(s) | Coupe(s) nationale(s) | Total | Total | Total |
| Saison                | Club                       | Division              | M.          | B.          | P.d.        | M.                    | B.                    | P.d.                  | M.    | B.    | P.d.  |
| 2021-2022             | Hertha BSC                 | Bundesliga            | 13+1        | 1+0         | 0+0         | 2                     | 0                     | 0                     | 16    | 1     | 0     |
| 2022-2023             | Eintracht Brunswick (prêt) | 2. Bundesliga         | 6           | 1           | 1           | -                     | -                     | -                     | 6     | 1     | 1     |
| 2023-2024             | Hertha BSC                 | 2. Bundesliga         | 5           | 0           | 0           | 2                     | 0                     | 0                     | 7     | 0     | 0     |
| Total sur la carrière | Total sur la carrière      | Total sur la carrière | 25          | 2           | 1           | 4                     | 0                     | 0                     | 29    | 2     | 1     |